# Werner Goldberg
Werner Goldberg (ur. 3 października 1919 w Berlinie, zm. 28 września 2004 tamże) – Niemiec pochodzenia żydowskiego, który przez krótki okres, w czasie II wojny światowej, służył w Wehrmachcie. Jego zdjęcie opublikowano w niemieckiej gazecie „Berliner Tageblatt” z podpisem „Idealny żołnierz niemiecki”, mimo że w rasistowskiej polityce III Rzeszy sformułowanej przez ustawy norymberskie uznawano półkrwi Żydów za „mieszańców” (Mischlingów) i obywateli drugiej kategorii pozbawionych pełni praw.

## Życiorys
Ojciec Wernera urodził się i był wychowywany w rodzinie żydowskiej w Królewcu, jednakże ochrzcił się w lokalnym kościele luterańskim, a następnie poślubił protestantkę. Werner, wraz ze swoim bratem, Martinem, został ochrzczony w kościele luterańskim.
Po dojściu Hitlera do władzy w styczniu 1933 roku i po ogłoszeniu Ustawy o Odrodzeniu Stanu Urzędniczego (niem. Gesetz zur Wiederherstellung des Berufsbeamtentums) z 7 kwietnia 1933 roku, wraz z rozporządzeniem uzupełniającym znanym jako „paragraf aryjski” (niem. Arierparagrapf) ojciec Wernera, jako pracownik służby cywilnej pochodzenia żydowskiego, stracił pracę. W roku 1935 Werner opuścił szkołę i rozpoczął pracę w firmie odzieżowej Schneller und Schmeider, należącej do Żyda i Niemca. W międzyczasie wujek Wernera ze strony matki wstąpił do NSDAP, jednocześnie rezygnując z kontaktów z rodziną Goldbergów. W 1938 roku Werner odbył sześciomiesięczną obowiązkową służbę w Służbie Pracy Rzeszy, później w szeregach Wehrmachtu wziął udział w napaści na Polskę i na Francję.
Krótko po rozpoczęciu II wojny światowej zdjęcie Wernera ukazało się w niedzielnej edycji dziennika „Berliner Tageblatt” z podpisem: „Idealny żołnierz niemiecki”. Zdjęcie to zostało sprzedane gazecie przez fotografa Wehrmachtu. Potem ukazywało się na plakatach rekrutacyjnych niemieckiej armii.
W roku 1940, wkrótce po podpisaniu zawieszenia broni pomiędzy Niemcami i Francją, Werner został wydalony z Wehrmachtu. Stało się to na skutek zarządzenia samego Hitlera z 8 kwietnia 1940 roku, nakazującego wydalenie z armii półkrwi Żydów (Mischlingów) oraz żołnierzy ożenionych z Żydówkami i półkrwi Żydówkami.
Werner powrócił do poprzedniego miejsca pracy, które zmieniło nazwę na Feodor Schmeider Company z powodu nakazu usunięcia z nazw niemieckich firm nazwisk żydowskich, w tym przypadku Schneller. Werner piął się po szczeblach kariery. Wywalczył kontrakt na dostawy mundurów dla armii i marynarki niemieckiej. Werner uczęszczał do Reichsaussschuss für Arbeitsstudie, gdzie, jako jeden z 4 na 80 studentów, zdał egzamin na wykładowcę w tej szkole. Ponadto doradzał firmom odzieżowym, a także pisał artykuły do tygodnika Textilwoche. Dzięki działaniom Wernera jego ojciec przeżył II wojnę światową (Werner uratował go z żydowskiego szpitala i z rąk Gestapo). Po II wojnie światowej Goldberg wstąpił do CDU. Od 1952 do 1958 roku był członkiem Rady Powiatu w Berlinie-Wilmersdorf. Potem był dwadzieścia lat członkiem berlińskiej Izby Deputowanych. W 1979 roku wycofał się z polityki. W 1985 roku został honorowym obywatelem Berlina.
Z żoną Gertrudą Goldberg miał troje dzieci, zmarł w Berlinie 28 września 2004 roku. Został pochowany na berlińskim cmentarzu komunalnym Wilmersdorf. Werner jest jednym z bohaterów filmu dokumentalnego „Żydowscy żołnierze Hitlera”, którego producentem jest Larry Price. Film powstał we współpracy z Israel Broadcasting Authority.